# Joaquim Pons i Cardona
Joaquim Pons i Cardona (Maó, Menorca, 1780 – 1839) va ser un gramàtic català que destaca per l'elaboració d'un dels primers tractats gramaticals Principis de la lectura menorquina (1804) de la llengua catalana després de la Gramàtica catalana de Josep Ullastre (1743) i la de Joan Petit (1796–1829).

## Vida
Joaquim Pons fou diputat per Menorca a les corts de Cadis el 1812 i fou membre de la Reial Acadèmia de la Història, entre altres càrrecs polítics. Publicà Principis de la lectura menorquina (Maó, 1804) una obra per a l'aprenentatge de la lectura del català que aparegué signada pel pseudònim «un mahonès», un fet que feu que en un primer moment fos atribuïda al seu cosí Antoni Febrer i Cardona. El 1819 va ser nomenat director de l'Escola de primeres lletres de Maó com a successor del seu cosí que ostentava el càrrec des de 1815.

## Obra

### Principis de la lectura menorquina
En un primer moment, Jordi Carbonell, va atribuir l'obra Principis de la lectura menorquina (1804) —signada sota el pseudònim «un mahonès»— a Antoni Febrer i Cardona, tot i això, estudis posteriors, però, han demostrat que l'autor real de l'obra fou el seu cosí Joaquim Pons i Cardona. Els criteris gramaticals i la forma de l'obra gramaticals són molt semblants als criteris d'Antoni Febrer, amb qui molt probablement col·laboraren en algun moment, i tots dos estan fortament influïts per la gramàtica francesa de De Wailly.
L'obra inclou un alfabet, explicació sobre l'ús dels accents, descripció dels usos vocàlics i consonàntics, les síl·labes i els mots, una llista de verbs per ordre alfabètic, les normes de divisió de síl·labes i de puntuació, l'explicació d'algunes abreviatures i els nombres. Finalment, després de tota això s'hi incloïa una antologia amb oracions i fragments de textos de temàtica religiosa, didàctica i històrica. Quant a l'ortografia, Febrer i Cardona estableix que:
- Els accents serveixen per indicar la síl·laba tònica d'un mot i el timbre de les vocals. L'accent agut és emprat per a les vocals tòniques obertes ([a], [ɛ] i [ɔ]) i l'accent greu és emprat per a les vocals tòniques tancades ([o] i [e]). A més, l'autor també fa servir l'accent circumflex per indicar la vocal neutra tònica ([ə]) present en els dialectes balears.
- En les consonants limità l'ús de la x pel so palatal [ʃ], de manera que pels sons [ks] farà servir cs (ex. complecs) i gz pels sons [gz] (ex. egzámen). Empra la q davant de la semiconsonant [w] (ex. quatre). Limita l'ús de la ç (ex. açó) i no distingeix gràficament els sons de la ela geminada ([ll]) i el so de la ela palatal ([ʎ]) (ex. illuminar, sillabas, llemosí, ells…).

- Les síl·labes se separen a final de ratlla quan hi ha consonants dobles (ll, cc o rr), menys en el cas que la doble ela es tracti del dígraf ll ([ʎ]).
- L'apòstrof s'empra sempre que s'elideix una vocal (ex. d'haver, s'han, qu'el, l'ortografia, d'el…)